# Krabask Bitter
Krabask Bitter er en dansk bitter, der ifølge producenten indeholder mere end 30 forskellige urter
og krydderier, bl.a paradiskorn, koriander, bukkeblad, safran og lakridsrod. Den har en alkoholstyrke på 36%. Krabask Bitter produceres af Vinhuset Norden i primært 500ml - flasker, dog i juletiden fås de i 1000ml - flasker.
Krabask Bitter blev oprindelig produceret af De Danske Spritfabrikker, som også producerede Gl. Dansk Bitter Dram, men Krabask Bitter blev solgt fra, da Danisco solgte De Danske Spritfabrikker. Bitter var særdeles populært blandt danskerne op gennem 60'erne og til først i 80'erne. Dengang drak danskerne dobbelt så meget bitter, end tilfældet er i dag. Sundhedsbølgen med fitness og sund kost slog igennem i 80'erne og salget af bl.a bitter dalede.
Krabask Bitter sælges ikke i supermarkeder, men bliver i stedet distribueret gennem forskellige vinforretninger.